# Красни Кут
Красни Кут (рус. Красный Кут) град је у Русији у Саратовској области. Према попису становништва из 2010. у граду је живело 14416 становника.

## Становништво
| 1939.  | 1959.  | 1970.  | 1979.  | 1989.  | 2002.  | 2010.  |
| ------ | ------ | ------ | ------ | ------ | ------ | ------ |
| 12.716 | 14.805 | 17.087 | 16.822 | 17.495 | 15.334 | 14.416 |